# The Adam Project
The Adam Project er en amerikansk science fiction action film fra 2022, instrueret af Shawn Levy efter manuskript skrevet af Jonathan Tropper, T.S. Nowlin, Jennifer Fleckett og Mark Levin. I hovedrollerne spilles af Ryan Reynolds, Walker Scobell, Mark Ruffalo, Jennifer Garner, Catherine Keener og Zoe Saldaña.
Produktionen af filmen begyndte i 2012 med Tom Cruise tilknyttet. Produktionen faldt dog i udviklingsvanskeligheder indtil Netflix erhvervede distributionsrettighederne. Optagelserne startede i november 2020 og sluttede i marts 2021. The Adam Project havde biografpremiere den 9. marts 2022 med et "one night only"-koncept efterfulgt af dens digitale udgivelse på Netflix den 11. marts 2022. Filmen fik blandede anmeldelser.